# Belén (Tabasco)
Belén es una localidad del municipio de Nacajuca ubicado en la subregión centro del estado mexicano de Tabasco.

## Geografía
La localidad de Belén se sitúa en las coordenadas geográficas 18°12′07″N 92°57′13″O / 18.201944, -92.953611, a una elevación de 1 metro sobre el nivel del mar.

## Demografía
Según el Conteo de Población y Vivienda 2020, efectuado por el Instituto Nacional de Estadística y Geografía, la localidad de Belén tiene 362 habitantes, de los cuales 188 son del sexo masculino y 174 del sexo femenino. Su tasa de fecundidad es de 2.57 hijos por mujer y tiene 86 viviendas particulares habitadas.
| Gráfica de evolución demográfica de Belén entre 1980 y 2020 |
|                                                             |
| INEGI.                                                      |